# دنیس باک
دنیس باک (به انگلیسی: Dennis Bakke) (زاده ۶ نوامبر ۱۹۴۵) کارآفرین، بازرگان و مدیر ارشد اجرایی آمریکایی است، که در سال ۱۹۸۱ شرکت ای‌یی‌اس را تأسیس نمود. ای‌یی‌اس هم‌اکنون یکی از اجزای شاخص اس اند پی ۵۰۰ به‌شمار می‌آید.